# DOMOTOのどんなもんヤ!
『DOMOTOのどんなもんヤ!』（ドウモトのどんなもんヤ）は、DOMOTOの2人がパーソナリティを務めるラジオ番組。文化放送をキーステーションに放送中。開始当初から2025年7月15日放送分までは『KinKi Kids どんなもんヤ!』（キンキキッズどんなもんヤ）のタイトルで放送していた。
番組ハッシュタグは「#どんなもんヤ」「#doya」。

## 概要
1994年10月10日に文化放送『斉藤一美のとんカツワイド』内コーナーにて放送が開始された。当時のディレクターは後に文化放送社長となった斉藤清人。KinKi Kidsの番組を文化放送でやりたいと関係者に要望を出していたところ、ジャニー喜多川から直々に「キンキを近々よろしく」と言われ、実現した。
一時期、月曜から木曜の放送、他の地域では月曜から金曜、または「増刊号」として30分番組で放送されていた。2008年10月からは『ガッチャガッチャガッチャ』の放送終了とHey! Say! JUMPの新番組開始に伴い、全国ゾーンへ放送時間が移動となったため、増刊号の終了と同時にかつて放送していた地域でも再び放送されることとなり、『レコメン!』のコーナー枠として放送されてきた。2024年4月の改編では、セールス枠ではあるが2度目の単体番組としてのレギュラー放送となった。
番組放送から数年間は2人一緒に出演していたが、現在は基本的に堂本光一、堂本剛どちらか1人が出演する。ただ、不定期で2人揃って出演することもある。
番組でのトークを収録したラジオ本『KinKi Kids DONNAMONYA!』を1999年に出版。2002年12月7日にはその第2弾『KinKi Kids DONNAMONYA! 2』が発売された。
2006年6月24日には放送3000回突破を記念し、2万7525通の応募者の中から選ばれたリスナー120人を招待しての公開録音が行われた。
2024年4月より放送時間が毎週金曜日の深夜1時30分から2時に変更となり、番組始まって以来初となる30分の単独番組となる。継続している放送局は、山形放送では、30分番組として木曜21:30 - 22:00に放送されている。南日本放送では、15分番組として、月曜21:15 - 21:30に放送している。
2025年4月より、放送時間が毎週火曜日の午後9時から9時30分に変更となる。一方、南日本放送は2024年9月、山形放送は2025年3月を以ってネットを打ち切ったため、文化放送のみのローカル番組となった。
同年夏にグループ名を「KinKi Kids」から「DOMOTO」に改名することに伴い、7月15日放送分にて、次週7月22日放送分から番組名を『DOMOTOのどんなもんヤ！』に変更することが発表された。

## コーナー
コーナーの前半は「なんでもこいやのフツオタ美人」、後半は、光一と剛のソロコーナー、お別れショートポエムの流れで進行する。なお各コーナーのメッセージは封書・FAX・メールでの投稿が可能。
- オープニングトーク
- なんでもこいやのフツオタ美人[10]
  - リスナーから寄せられた普通のお便り（ふつおた）を紹介する。
- (光一)報告します。[10]
  - 光一に報告することを募集、報告ごとなら何でもOK。
- (光一)光一のドSでアドバイス[10]
  - ネガティブなリスナーの質問を、ポジティブに答えていく。
- (光一)光一のオレファン![10]
  - マニアックなことから、マイナーなことまで質問に答える。
- (剛)愛ゆえに[10]
  - 「愛」にまつわるエピソードに剛が答えていく。
- (剛)これってアウトかな[10]
  - 「アウトかも」というフェチについて、剛がアウトか否かを審判する。
- (剛)剛のフィッシング天国[10]
  - 「魚」や「釣り」にまつわる投稿を紹介する。
- お別れショートポエム[10]
  - リスナーからの、短いポエムを紹介する。

## 特別番組
Youたちいよいよハタチだね! 〜KinKi Kidsどんなもんヤ! 3時間生放送スペシャル!〜
2017年7月20日 22:00 - 翌21日1:00放送。
KinKi KidsのCDデビュー20周年を記念した特別番組。『レコメン!』のネット局で放送。
Youたち25年もやってたの!? KinKi Kidsどんなもんヤ! 四半世紀スペシャル
2019年10月10日 20:00 - 22:00放送。
KinKi Kidsのデビュー25周年・番組放送25周年を記念した特別番組。文化放送単独で放送。
Youたちデビューして25年もたっちゃったの!?〜KinKi Kids どんなもんヤ! 3時間生放送スペシャル〜
2022年7月21日 22:00 - 翌22日1:00放送。
KinKi KidsのCDデビュー25周年を記念した特別番組。『レコメン!』のネット局で放送。

## レコメン!全国枠内包前の当番組ネット局
かつても、文化放送の夜ワイド番組に内包されていたが、当番組は別に地方局向けに番組販売も行なわれた。下記はかつて当番組を単独でネットした局。★印の放送局では2008年9月まで増刊号を放送していた。10月から全国同時ネットでの放送となるため9月で増刊号及びネット局の放送が終了。かつて放送していた青森放送、IBC岩手放送など大半の放送局では、2008年10月から復活という形にもなる。
- 新潟放送★[注 1] 金曜 23:30 - 24:00
- 信越放送★[注 1] 土曜 22:00 - 22:30[注 2]
- 北日本放送★[注 1] 日曜 10:00 - 10:30[注 2]
- 北陸放送★[注 1]土曜 22:00 - 22:30
- 静岡放送★[注 3] 木曜23:30 - 24:00[注 4]
- 朝日放送[注 5] 月 - 金曜 23:52 - 23:58[注 6]
- 四国放送[注 1] （ナイターイン）月 - 金曜 23:40 - 23:50[注 7]（ナイターオフ）月 - 金曜 23:30 - 23:40
- 西日本放送★[注 1] 土曜 23:00 - 23:30[注 2]
- RKB毎日放送★[注 1] 日曜 23:30 - 24:00（ただし日曜日のナイター中継が延長された場合は繰り下げ）[注 8]
- 北海道放送★[注 1] 日曜 17:30 - 18:00、2008年3月30日打ち切り。
- 中部日本放送 [注 9]
- 東海ラジオ放送[注 1][注 9]
- 南日本放送★[注 10] 日曜 22:30 - 23:00、2008年3月30日打ち切り。

## その他
- 2025年1月1日に京セラドーム大阪で開催された『KinKi Kids Concert 2024-2025 DOMOTO』内で番組初の公開収録が行われた。その収録回は同年1月3日に放送された。